# Hutter Ottó (informatikus)
Hutter Ottó (Budapest, 1961. január 20. – 2006. február 21.) magyar informatikus, az eLearning Fórum kezdeményezője és társelnöke. Egyike volt azoknak, akik elsőként ismerték fel az eLearning meghatározó jelentőségét az oktatásban, és e terület meghatározó alakjává, iskolateremtő egyéniségévé vált.

## Életpályája
Hutter Ottó 1984-ben végzett a Budapesti Műszaki Egyetem villamosmérnöki karán, ugyanott 1985-ben híradástechnikai szakmérnöki, 1989-ben egyetemi doktori címet szerzett. A SZTAKI-ban kezdett el dolgozni, 1990-től az intézet Informatika Főosztályának szoftver-projektvezetője lett, majd 2002-ben az eLearning részleget vette át. Itt a részleg fő témájához kapcsolódó alapvető technológiai és módszertani fejlesztéseket végzett és vezetett. Fiatal szakemberként a vezetője illetve tagja volt több eLearninggel foglalkozó szakmai bizottságnak. 
2001-től a „CIO Fórum” konferenciasorozat kezdeményezője és a programbizottság elnöke is volt. Alapítója és társelnöke volt az eLearning szabványosítási bizottságnak, tagja az OM Digitális Taneszköz Minősítő Bizottságának, kezdeményezője és társszervezője az „eLearning Fórum” konferenciasorozatnak. Aktív tagja volt számos szakmai egyesületnek, t.k. 1996-2005 között az Informatikai Vállalkozások Szövetsége elnökségének (egy időben alelnök). A vállalati főinformatikusok munkájának elismerésére megalapította az „Év CIO-ja” díjat.
Házas volt, családos. 2006. február 21-én, 45 éves korában hunyt el. Vele azonos nevű édesapja is szakmabeli volt, a TKI vezető munkatársa, állami díjas.

## Művei
Szerzője illetve szerkesztője volt két szakkönyvnek és több tucatnyi szakmai publikációnak, és haláláig szerkesztője a Computerworld hetilap CIO rovatának.
Kiadói, kiadványgondozói tevékenységet is kifejtett, és több informatikai kezdeményezés 
ötlete fűződik hozzá.

## Elismerései
- SZTAKI Intézeti Díj (1999)[3]
- Gábor Dénes-emlékérem (főiskolai) (2005)[3]

## Emlékezete
Emlékére adják át minden évben a Hutter Ottó-díjat.